# Choco Pie
Choco Pie là một loại bánh ngọt bao gồm hai lớp vỏ bánh có phủ sô cô la cùng với nhân marshmallow được kẹp ở giữa. Tên gọi này có nguồn gốc từ Mỹ nhưng hiện nay cũng được sử dụng rộng rãi ở Hàn Quốc, Nhật Bản. Các mặt hàng xuất khẩu này đã trở thành một thương hiệu. Tên cho các sản phẩm tương tự ở những nước khác bao gồm bánh kẹo sô cô la marshmallow, Wagon Wheels, Angel Pie, Jos Louis và Moon Pie.

## Lịch sử
Năm 1907, Choco Pie xuất hiện trên thị trường ở miền Nam Hoa Kỳ. Năm 1929, tiệm bánh Chattanooga Bakery đã tạo ra Moon Pie với nhân bánh marshmallow và Bánh quy Graham để bán cho các thợ mỏ địa phương ở Chattanooga, Tennessee.
Năm 1973, một thành viên thuộc nhóm nghiên cứu và phát triển từ Công ty Bánh kẹo Tongyang của Hàn Quốc đã đến thăm một khách sạn ở Georgia, Hoa Kỳ và ở đây họ đã lấy cảm hứng từ những chiếc kẹo bọc sô cô la phục vụ trong nhà hàng của khách sạn. Người này đã trở về Hàn Quốc và bắt đầu thử nghiệm một chiếc bánh quy sô cô la, để tạo ra “bánh choco”. Cái tên "Choco Pie" trở nên phổ biến khi Tongyang phát hành Orion Choco Pie lần đầu tiên, bánh được trẻ em Hàn Quốc cũng như người già đón nhận nồng nhiệt vì giá cả phải chăng và nhân kẹo dẻo màu trắng. Công ty Bánh kẹo Tongyang sau đó đã đổi tên thành Công ty Bánh kẹo Orion nhờ sự thành công của thương hiệu Orion Choco Pie.
Một công ty sản xuất bánh được thành lập vào năm 1951 tại Jeonju, Hàn Quốc là PNB nổi tiếng với món bánh kẹo choco pie truyền thống. Sự kiện sớm hơn này cho thấy một biến thể của món bánh này đã tồn tại rất sớm trong lịch sử Hàn Quốc. Và tiệm bánh loại này chỉ phổ biến gần các làng Hanok truyền thống của Jeonju.
Năm 1979, Công ty Bánh kẹo Lotte bắt đầu bán một loại bánh kẹo tương tự. Khi Lotte Conf Candy phân phối Lotte Choco Pie ra thị trường, họ đã chọn cách đánh vần tiền tố trong Hangul hơi khác so với cách đánh vần của Tongyang đối với món bánh. Tongyang đã sử dụng "쵸" ("Chyo"), trong khi Lotte bắt đầu sử dụng "초" ("Cho"). Haitai và Crown Conf Candy cũng bắt đầu bán các phiên bản bánh choco của riêng họ. Lotte cũng bắt đầu bán bánh Choco Pie tại Nhật Bản vào năm 1983.
Năm 1999, sau nhiều năm kinh doanh các sản phẩm "Choco Pie" không liên quan nhau, Tongyang (Orion) đã đệ đơn kiện Lotte vì họ đã sử dụng thuật ngữ "Choco Pie", cho rằng cái tên này là tài sản trí tuệ của Tongyang. Tuy nhiên, tòa án đã phán quyết rằng Tongyang phải chịu trách nhiệm về việc đã cho phép tên thương hiệu của mình trong thời gian qua trở thành một thương hiệu chung, và thuật ngữ "choco pie" được coi là một danh từ chung do ý nghĩa mô tả chung của nó liên quan đến các loại bánh kẹo có liên quan.
Năm 2016, Orion đã phát hành bánh Choco Pie vị chuối để kỷ niệm 60 năm thành lập. Đây là biến thể đầu tiên của sản phẩm bánh ban đầu trong 42 năm qua kể từ khi công ty tung ra bánh Choco Pie với nhân marshmallow vào năm 1974.
Năm 2017, Orion ra mắt thương hiệu bánh choco pie cao cấp "Choco Pie House".
Năm 2020, Orion phát hành Chal (có nghĩa là "dai" trong tiếng Hàn) Choco Pie để kỷ niệm 45 năm thành lập Choco Pie. Chal Choco Pie có 2 vị là bánh dẻo nhân thập cẩm và bánh gạo mè đen. Sự ra mắt của dòng sản phẩm này khiến tổng doanh số bán bánh Choco Pie trong tháng Giêng và tháng Hai đã tăng khoảng 20% so với cùng kỳ năm ngoái.
Orion đã tung ra các phiên bản bánh Choco Pie có lượng giới hạn theo mùa từ năm 2017. Năm 2017, Orion ra mắt Choco Pie Strawberry, loại bánh nhân mứt dâu bên trong kẹo dẻo. Vào năm 2019, Orion đã tung ra thị trường các phiên bản mới với hương vị quả hồ trăn và các loại quả mọng. Vào năm 2020, nhãn hàng đã tung ra Choco Pie Strawberry Blossom, loại bánh được bao phủ bởi sô cô la hồng thay vì màu nâu sẫm thông thường. 3 tuần sau khi ra mắt, hơn 5 triệu chiếc bánh đã được bán ra.
Vào tháng 1 năm 2021, Orion ra mắt phiên bản giới hạn mùa đông đầu tiên, 'Choco Pie Chung Happy Berry Chocolate', kỷ niệm 46 năm thành lập. Sản phẩm là chiếc bánh sô cô la tượng trưng như một khái niệm thay thế bánh kem dịp lễ cuối năm, bao gồm một chiếc bánh sô cô la phủ đầy si rô sô cô la và kẹo marshmallow.

## Xuất khẩu

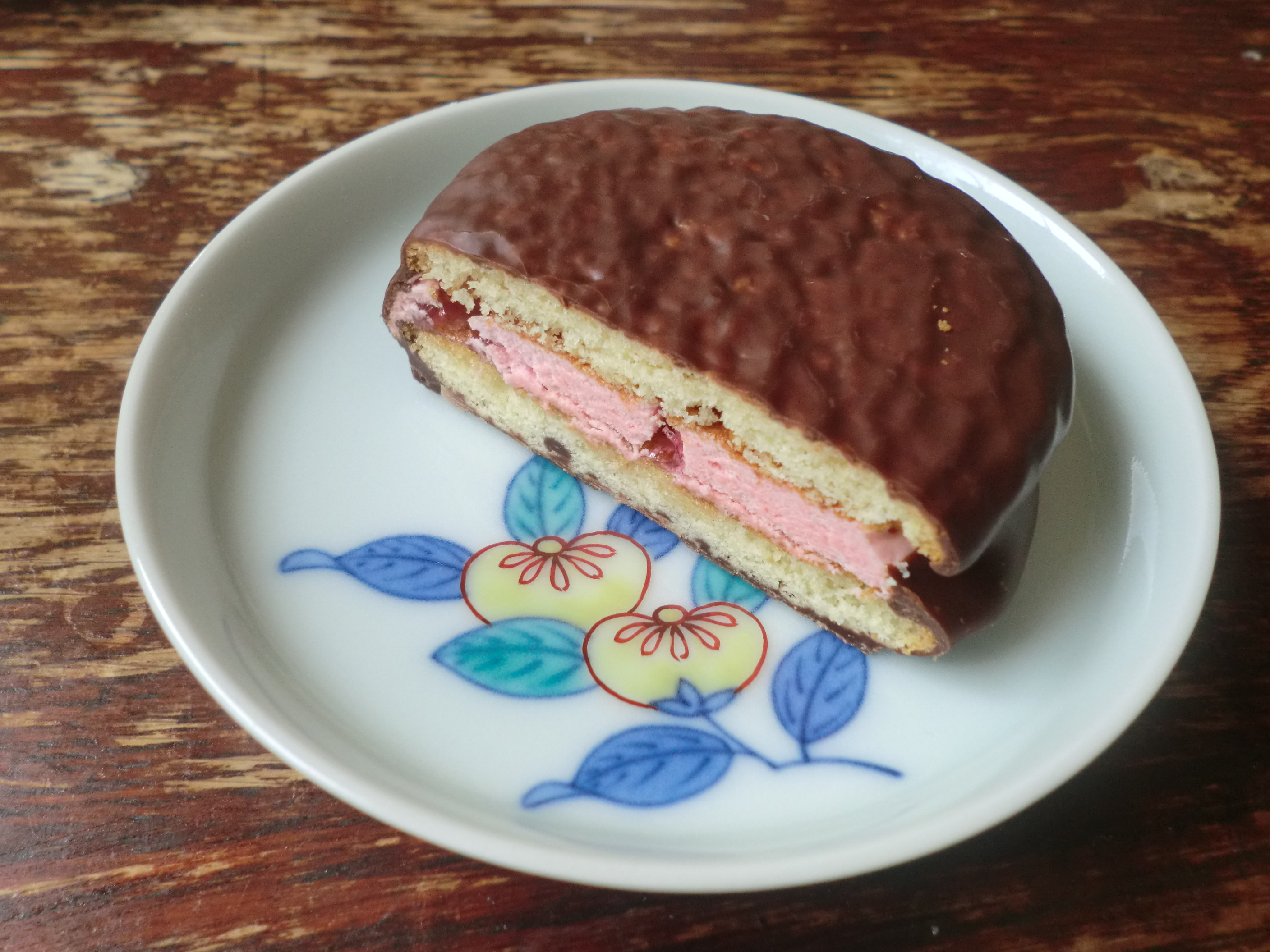
Strawberry Choco Pie.

Choco Pie xâm nhập vào thị trường Nga ở khu vực Viễn Đông vào đầu những năm 1990 và nhanh chóng trở nên phổ biến đối với người dân Nga, gồm cả trẻ em và người lớn. Bắt đầu từ những năm 2000, Orion bắt đầu sử dụng Choco Pie để tạo dựng được chỗ đứng ở thị trường nước ngoài và hiện họ kiểm soát 2/3 thị phần đồ ăn nhẹ Trung Quốc, với 1/3 doanh thu của Orion đến từ bên ngoài Hàn Quốc vào năm 2006. Khoảng 12,1 tỷ chiếc bánh Choco Pies đã được bán ra trên khắp thế giới.
Orion có thị phần tại 5 thị trường lớn - Hàn Quốc, Nga, Việt Nam, Trung Quốc và Canada. Năm 2016, Choco Pie, bán được 600 triệu gói ở Nga, được gọi là "National Pie". Việt Nam cũng tiêu thụ 600 triệu gói trong năm 2018. Món bánh này cũng đặc biệt thành công ở Ấn Độ, Pakistan và Đài Loan.

### Bắc Triều Tiên
Bánh choco được xuất khẩu phổ biến sang Triều Tiên với việc các công nhân Triều Tiên tại Khu liên hợp công nghiệp Kaesong ở Triều Tiên nhận bánh choco thay cho tiền thưởng, vốn bị coi là quá mức tư bản. Trước khi khu liên hợp đóng cửa trong cuộc khủng hoảng Triều Tiên năm 2013, công nhân được nhận bánh nướng choco, món đã trở thành món ăn nhẹ yêu thích tại Kaeseong (개성시) và cũng là biểu tượng của chủ nghĩa tư bản, ngoài tiền lương của họ. Tuy nhiên, các công nhân ở Kaeseong (개성시) thường bán lại bánh của họ trên thị trường chợ đen. Năm 2010, The Chosun Ilbo báo cáo rằng bánh choco có thể bán được tới 9,50 đô la Mỹ trên thị trường chợ đen Bắc Triều Tiên. Từ năm 2008 đến năm 2014, tập đoàn Lotte ước tính rằng họ đã gửi 1,2 triệu hộp bánh Choco Pie đến Triều Tiên.
Trong bối cảnh căng thẳng chính trị xung quanh các vụ thử hạt nhân, chính phủ Triều Tiên đã tạm thời đóng cửa khu liên hợp Kaeseong (개성시) vào năm 2013. Điều này đã cắt giảm nguồn cung bánh choco và khiến giá bánh ở Triều Tiên tăng cao hơn nữa. Khi khu liên hợp tiếp tục hoạt động sau 5 tháng tạm dừng, nhà sử dụng lao động bị cấm trả tiền thưởng bánh choco pie, mà thay vào đó nên thưởng "xúc xích, mì, cà phê và sô cô la". Triều Tiên cũng sao chép làm theo món bánh choco pie bằng cách sản xuất biến thể của riêng mình món ăn nhẹ này.
Năm 2014, các nhà hoạt động chính trị Hàn Quốc đã sử dụng bóng bay khí heli để phóng 10.000 chiếc bánh choco qua biên giới để bay vào Triều Tiên. Nghệ sĩ Jin Joo Chae đã khiến bùng nổ các cuộc tranh cãi trở thành chủ đề lớn với các bản in và tác phẩm điêu khắc của cô phát hành cùng năm, trong đó in khẩu hiệu Choco Pie bằng sô cô la, thật và tưởng tượng lên các tờ báo của Triều Tiên và mô phỏng hình ảnh chợ đen cho món ăn nhẹ này trong phòng trưng bày.
Vào năm 2017, một người đào tẩu Bắc Triều Tiên là Oh Chong-song bị thương nặng khi vượt qua DMZ để đến Hàn Quốc, người này đã được nhà sản xuất bánh choco cung cấp bánh choco suốt đời.

## Thành phần
Chiếc bánh Choco Pie có thành phần từ: bột mì, đường (12 gram), sirô Glucose, thực vật Shortening, chất béo thực vật không hiđrô hóa, sirô Isomalto Oligo, bột cacao, sữa bột nguyên kem, trứng gà, đường Dextrose, Gelatin, muối, Natri hydrocarbonate, hỗn hợp bột Cacao và bơ Cacao, Mono Calci, Phosphore, Hydroxypropyl Distarch phosphore, chất đậu nành, kẹo marshmallow có chứa nguyên liệu từ sữa, lúa mì, trứng gà, đậu nành. Hàm lượng đường Sucrose từ 25% đến 40%.